# N-STARc
N-STARcはNTTドコモのワイドスターサービスのために打ち上げられた静止衛星である。2002年7月5日23:22:00にアリアンスペース社のアリアン5ロケットでフランス領ギアナのギアナ宇宙センターから打ち上げられた。
2010年6月にNTTドコモからスカパーJSATに移譲されたがサービスはそのまま継続している。

## 概要
ワイドスターサービスの向上のために打ち上げられた。
ロッキード・マーティンが製造した。